# Má (mặt)
Má (tiếng Latinh: buccae) là một vùng trên mặt nằm dưới mắt và nằm giữa mũi và tai trái hoặc tai phải. Trong má có một màng nhầy, đây là nơi phổ biến nhất để lấy mẫu DNA.